# Acrapex postrosea
Acrapex postrosea är en fjärilsart som beskrevs av Gustaaf Hulstaert 1924. Acrapex postrosea ingår i släktet Acrapex och familjen nattflyn. Inga underarter finns listade i Catalogue of Life.